# Zdzisław Bakaluk
Zdzisław Bakaluk (ur. 28 lipca 1967) – były polski sędzia piłkarski z Warmińsko-Mazurskiego ZPN. Od sezonu 2002/03 sędziował  w I lidze. Był szefem szkolenia sędziów Warmińsko-Mazurskiego ZPN.
Z zawodu nauczyciel historii. Pracuje we Franciszkowie i Rudzienicach k. Iławy.
7 września 2006 stanął przed komisją Wydziału Dyscypliny PZPN (WD) składając wyjaśnienia po opublikowaniu przez Przegląd Sportowy tzw. listy Fryzjera. WD PZPN nakazał mu podjęcie odpowiednich kroków prawnych prowadzących do oczyszczenia własnego imienia.
Koniec kariery skomentował słowami dla oddziału Gazety Wyborczej w Olsztynie-,, Przebywałem ostatnio na urlopie i nie miałem okazji przejść odpowiednich testów  - Dlatego do końca nie wiem, jak to wszystko będzie wyglądać. Z drugiej strony, ta decyzja PKS może tylko przyśpieszyć moje zamierzenia. Z urlopu skorzystałem, bowiem zmusiły mnie do tego sprawy rodzinne. Po drugie, chciałem wiele rzeczy przemyśleć. Wielu osobom wydaje się, że sędziowanie to przyjemność, choć tak naprawdę jest to ciężka praca. Wiąże się ona z częstymi wyjazdami, a co za tym idzie nieobecnością w domu, do tego dochodzą nieobecności w pracy [pracuje jako nauczyciel - red.]. Idzie nowe pokolenie arbitrów, a ja nie jestem taki młody [42 lata - red.] i zdałem sobie sprawę, że niewiele w tej dziedzinie bym jeszcze osiągnął. Chodzi mi tutaj o sędziowanie na arenie międzynarodowej, gdzie największe szanse mają osoby, które nie skończyły bodajże 38. roku życia.